# Cláudio Adão
Cláudio Adão (Volta Redonda, 2 juli 1955) is een voormalig Braziliaanse voetballer. Hij is de vader van voetballer Felipe Adão. 

## Biografie
Adão begon zijn carrière bij Santos in 1972 en een jaar later werd hij met het team al staatskampioen. Toen levende legende Pelé de club verliet in 1974 werd hem een grote toekomst voorspeld, maar door een blessure bleef hij maanden aan de kant. Cláudio Coutinho, de trainer van Flamengo vroeg aan zijn club om de reeds opgegeven Adão binnen te halen en Santos liet de speler gaan. Dankzij intensieve fysiotherapie werd Adão wonderwel beter en Adão werd een idool voor Flamengo en alle volgende clubs waarvoor hij zou spelen. Met Flamengo won hij twee staatstitels en de landstitel. In 1980 trok hij kort naar het Oostenrijkse Austria Wien en won er de beker mee. Hij speelde ook voor de andere grote clubs uit Rio; Botafogo, Fluminense en Vasco en won met hen allen de staatstitel. Hij werd ook met Ceará en Bahia staatskampioen en met Corinthians landskampioen. 